# The Secret Language of Birds
The Secret Language of Birds is een soloalbum van Ian Anderson, de voorman van de Britse progressieve rockband Jethro Tull, en is uitgebracht in 2000.
Ian Anderson werkte op dit album voornamelijk samen met de keyboardspeler van Jethro Tull, Andrew Giddings.
Op dit album wordt veel gerefereerd aan schilders en schilderijen. Ian Anderson heeft blijkbaar veel inspiratie opgedaan in de kunst voor dit album:
- Zo is The Little Flower Girl geïnspireerd op The Little Flower Girl, Senlis van Sir William Russell Flint.

- Maar ook het titelnummer maakt een verwijzing: "(...) on a Rousseau garden with monkeys in hiding.". Wie de albumhoes en het boekje bestudeert ziet dat deze in dezelfde stijl zijn gemaakt als welke de Franse schilder Henri Rousseau gebruikt.

- A Better Moon is geïnspireerd op het schilderij Moonlight van Albert Moulton Foweraker. "Het roept zwoele en sub-tropische beelden van een Foweraker-fantasie, vijfduizend mijlen ver van huis op.", aldus Anderson.

- The Water Carrier is een schilderij van Walter Langley.

- De passage "I watch Lowry matchstick figures go." uit Circular Breathing refereert aan de Engelse schilder Lawrence Stephen Lowry wier industriële stadsgezichten bevolkt werden door massa's dunne, zwarte luciferfiguurtjes (matchsticks). De passage "Pick up my wings and fly into a Constable sky." uit hetzelfde nummer refereert aan de schilder John Constable.

## Nummers
1. The Secret Language Of Birds
2. The Little Flower Girl
3. Montserrat
4. Postcard Day
5. The Water Carrier
6. Set-Aside
7. A Better Moon
8. Sanctuary
9. The Jasmine Corridor
10. The Habanero Reel
11. Panama Freighter
12. The Secret Language Of Birds (Part II)
13. Boris Dancing
14. Circular Breathing
15. The Stormont Shuffle

## Line-up
- Ian Anderson (zang, gitaren, dwarsfluit, bouzouki, mandoline, percussie, piccolo)
- Andrew Giddings (keyboards, accordeon, basgitaar, marimba, orgel, percussie, piano)

Gastmuzikanten:
- Martin Barre (elektrische gitaar)
- James Duncan (drums)
- Gerry Conway (drums)